# 絵本美術館 森のおうち
絵本美術館 森のおうち（えほんびじゅつかん もりのおうち）は）は長野県安曇野市にある私立美術館。日本国内や海外の現代絵本作家などの作品を中心に展示する絵本美術館である。安曇野アートライン加盟施設。　

## 概要
1階には展示室や売店、収容人数約50名の多目的小ホールがあり、企画展や発表会、音楽会などを開催している。2階には展示室と約8000点の本や資料を閲覧可能なライブラリーがある。別棟は洋室4室、和室2室から構成されるコテージとなっている。

## 主な収蔵作品
宮沢賢治の絵本作りをライフワークとする小林敏也の「雨ニモマケズ」や高野玲子の「どんぐりと山猫」、イギリスの現代絵本作家バーナデット・ワッツの「マッチ売りの少女」、「くつやのマルチン」（トルストイの「愛あるところに神あり」原作）、アルゼンチンのファッションイラストレーターであるデリア・カンセラの「不思議の国のアリス」などの原画を収蔵し、年5〜6回企画を変えて展示している。

## アクセス
- 長野自動車道安曇野ICから 車で20〜30分
- JR東日本穂高駅・有明駅から 車で約10分
- 無料駐車場 約30台